# Bystrowiella schumanni
Bystrowiella schumanni è un tetrapode estinto, appartenente ai croniosuchi. Visse nel Triassico medio (Ladinico, circa 240 milioni di anni fa) e i suoi resti fossili sono stati ritrovati in Germania.

## Descrizione
Questo animale è noto per resti incompleti, sufficienti tuttavia a ricostruirne l'aspetto. Come altri croniosuchi, Bystrowiella doveva assomigliare vagamente a un piccolo coccodrillo, e si suppone che non superasse il mezzo metro di lunghezza; il corpo era compatto il dorso era ricoperto da una fila di scudi ossei (osteodermi) proprio sopra la linea mediana. Le caratteristiche uniche (autapomorfie) di Bystrowiella includono una premascella dotata di una cresta priva di denti accanto alla coana, i denti premascellari di taglia molto variabile, l'osso iugale con un processo anteriore estremamente lungo e stretto e le ossa postparietali e tabulari di grosse dimensioni, che andavano a formare punti di inserzione per lo scudo dorsale più anteriore. Come in Chroniosuchus e in Chroniosaurus, il prefrontale e il postfrontale non erano in contatto, ma al contrario dei due generi precedentemente menzionati non erano presenti la fontanella internariale e la finestra antorbitale.  

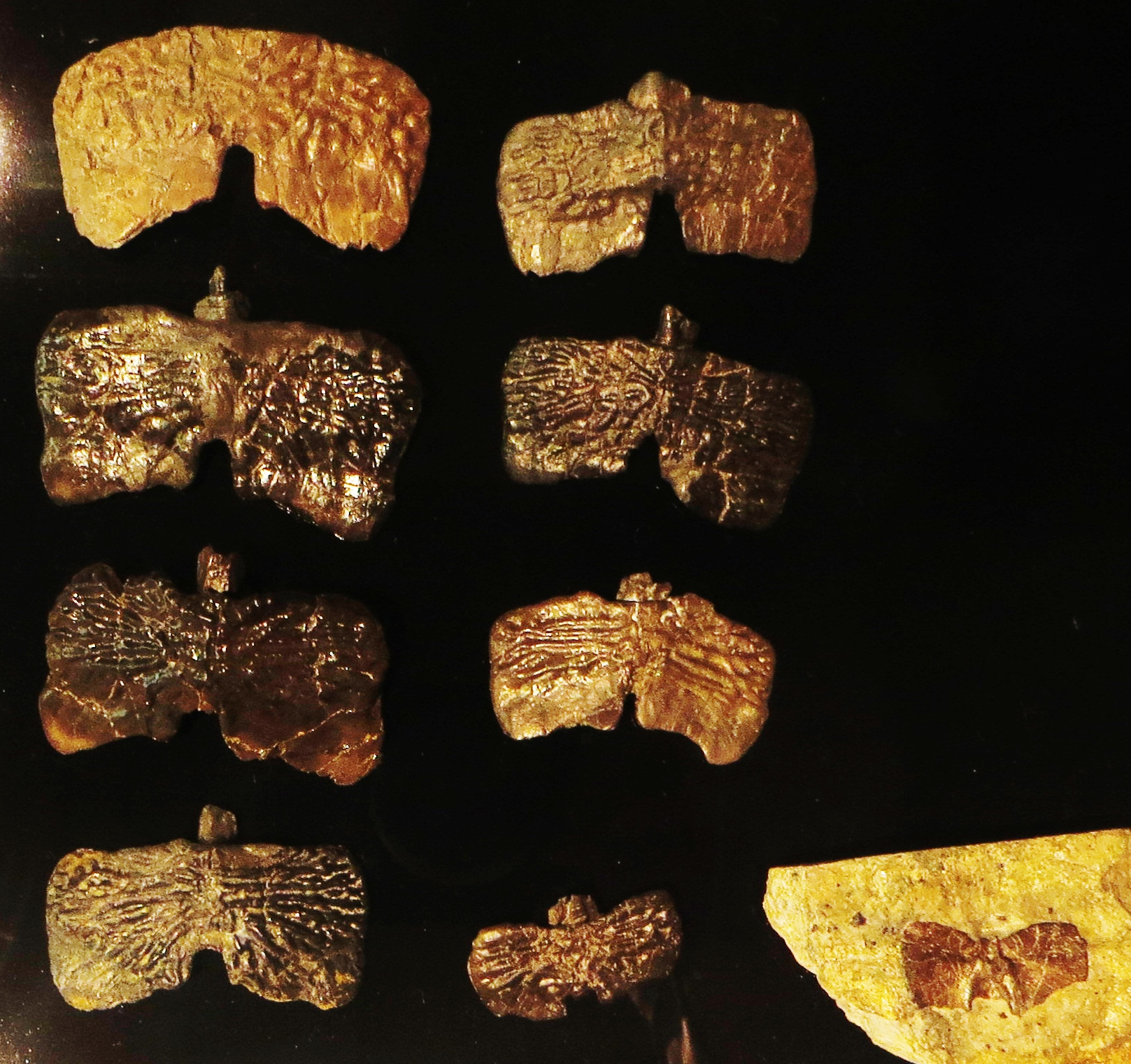
Osteodermi di Bystrowiella schumanni

Lo scheletro postcranico era caratterizzato da un'interclavicola snella e dotata di un processo parasternale di grosse dimensioni, da un omero ritorto e con un corto processo supinatore, e da costole del tronco ricurve e allungate, con teste ampiamente separate e un corpo principale privo di processi.

## Classificazione
Bystrowiella è un rappresentante dei croniosuchi, un gruppo di tetrapodi dalle incerte affinità ma forse vicini all'origine degli amnioti. In particolare, le caratteristiche del cranio, delle vertebre e degli scudi dorsali indicano che Bystrowiella era un membro dei Bystrowianidae, un gruppo di croniosuchi privo delle tipiche finestre antorbitali. Bystrowiella è il primo bystrowianide descritto al di fuori di Cina e Russia, ed è uno degli ultimi croniosuchi noti. Si suppone che il suo più stretto parente possa essere stato il poco noto Synesuchus.

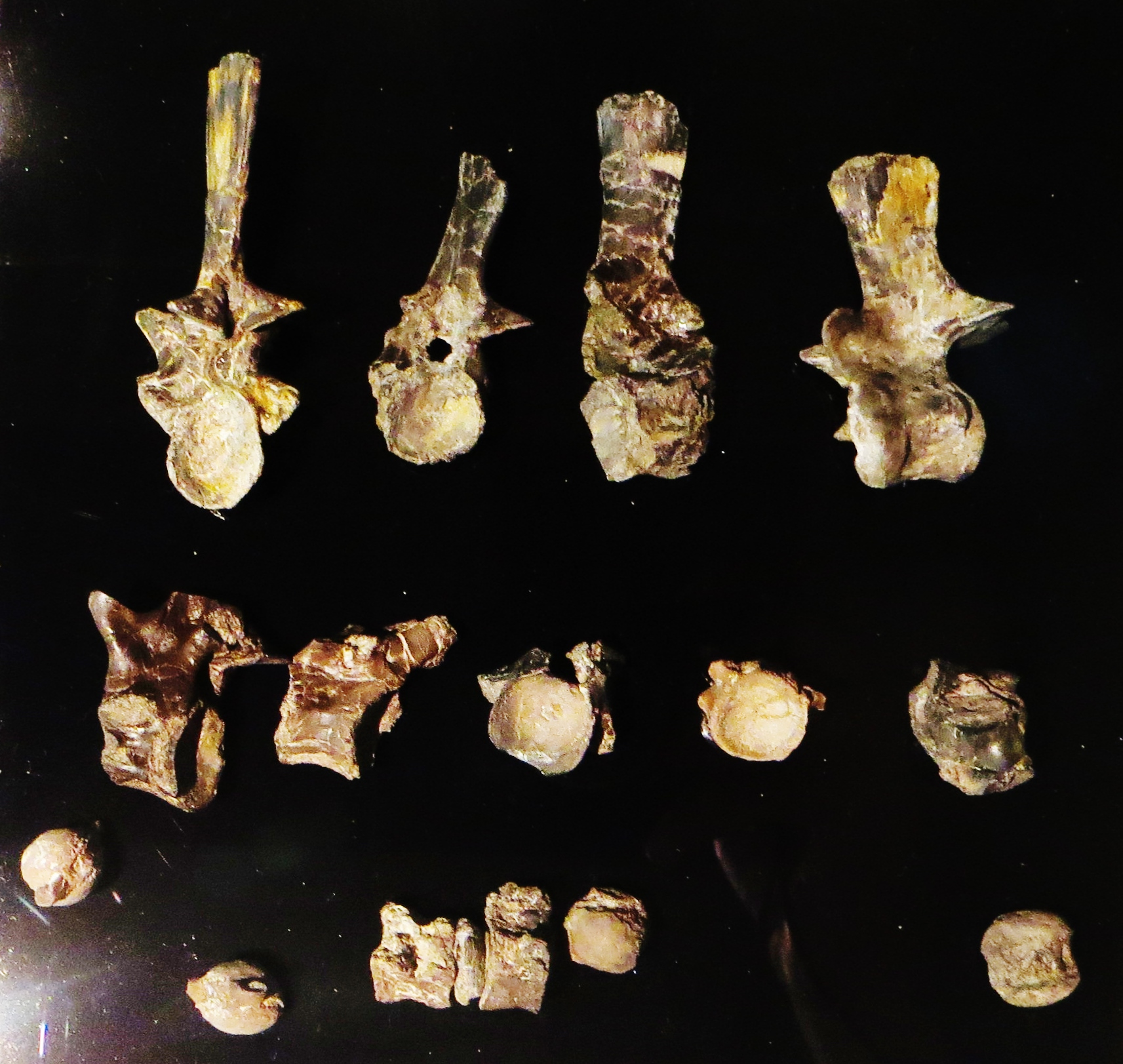
Vertebre di Bystrowiella schumanni

Bystrowiella schumanni venne descritto per la prima volta nel 2008, sulla base di resti fossili ritrovati nei pressi di Kupferzell e di Vellberg, in Baden-Württemberg, Germania.

## Paleoecologia
Le caratteristiche dello scheletro di Bystrowiella indicano che questo animale potrebbe essere stato un predatore completamente terrestre o solo parzialmente terrestre.